# نووسووتسکی
نووسووتسکی (به لاتین: Novosovetsky) یک منطقهٔ مسکونی در روسیه است که در سرزمین آلتای واقع شده‌است.